# Ernesto, 10.º Príncipe de Ligne
Ernesto Henrique Luís Lamoral de Ligne, 10.º Príncipe de Ligne, Príncipe d'Épinoy, Príncipe d'Amblise e grande da Espanha (em francês:  Ernest Henri Louis Lamoral de Ligne; Île-de-France, 12 de janeiro de 1857 — Bruxelas, 23 de junho de 1937) foi nobre belga.
Ele era o segundo filho de Henrique, Príncipe-Hereditário de Ligne e de sua esposa, Maria Margarida de Talleyrand-Périgord. Em 1918, sucedeu seu irmão mais velho, Luís, como Príncipe de Ligne.
Ernesto foi o tutor dos filhos da princesa Clementina da Bélgica e de seu marido, Napoleão Vítor Bonaparte.

## Biografia
Ele era filho do Príncipe Henrique Maximiliano de Ligne e sua esposa, Margaret de Talleyrand-Périgord. Ele detinha os títulos de Príncipe de Ligne, Épinoy e Amblise e a dignidade de Grande da Espanha junto com o chefe da Casa de Ligne, uma das famílias nobres mais prestigiosas da Europa, entre 1918 e 1937, após suceder seu irmão mais velho, Luís, 9.º Príncipe de Ligne, que teve apenas uma filha como descendência.
Por cartas patentes de 31 de março de 1923, Ernesto foi autorizado a ele e aos descendentes de seu avô usar o predicado de "Alteza". Por novas cartas de 22 de outubro do mesmo ano, foi autorizado a portar o título de "Príncipe de Amblise e Epinoy" por ordem de primogenitura masculina.
Ernesto de Ligne morreu em um acidente de carro.[carece de fontes?]

## Casamento e Descendência
Ernesto de Ligne casou-se o 3 de janeiro de 1887 com Diana de Cossé-Brissac (19 de dezembro de 1869 - outubro de abril de 1950), filha de Gabriel Rolando de Cossé, Marquês de Brissac e Juana Eugenia Say, portanto irmã mais nova de Francisco de Cossé, 11.º Duque de Brissac (1868 - 1944). Com sua esposa, Diana de Cossé-Brissac, ele teve nove filhos:
- Claude Maurice René Lamoral (Bruxelas, 19 de outubro de 1890 - Bruxelas, 4 de abril de 190). Morreu na infância.

- Eugene Frederick Marie Lamoral (Breuilpont, 10 de agosto de 1893 - Beloeil, 26 de junho de 1960). Casou-se com Felipina de Noailles (1898 - 1991), filha de Francisco de Noailles, 10.º Príncipe de Poix, e de Magdalena Dubois de Courval; com descendência.

- Henri Baudouin Lamoral (Bruxelas, 28 de janeiro de 1896 - Herentals, 8 de setembro de 1914). Morto em ação durante a Primeira Guerra Mundial.

- Jeanne Marie Louise (Bruxelas, 2 de outubro de 1897 - Montabon, 23 de fevereiro de 1974). Casou-se em 5 de junho de 1906, em Bruxelas, com Leonel Alfred Marie Ghislain, Marquês de Moustier (1882 - 1945); com descendência.

- Marguerite Françoise Marie (Bruxelas, 15 de outubro de 1898 - Bruxelas, 19 de fevereiro de 1899). Morreu na infância.

- Melanie Marie Isabelle (Bruxelas, 23 de setembro de 1889 - Bruxelas, 11 de dezembro de 1968). Casou-se a 25 de outubro de 1920 em Bruxelas com o Príncipe Reginaldo de Croÿ-Solre (1878 - 1961), filho caçula de Alfredo Manuel, Príncipe de Croÿ-Solre (1842 - 1888); com descendência.

- Henriette Marie Juliette (Bruxelas, 31 de dezembro de 1891 - Tramecourt, 19 de dezembro de 1981). Casou-se em 12 de agosto de 1919, em Paris, com Roberto Maria, Visconde de Chabot-Tramecourt (1890 - 1944); com descendência.

- Charlotte Marie Beatrice (Moulbaix, 28 em agosto de 1898 - Anvaing, 8 de novembro de 1982). Casou-se a 19 de julho de 1921, com o conde Paul de Lannoy (1898 - 1980). Com descendência. Eles são os avós da Condessa Estefanía de Lannoy, esposa de Guilherme, Grão-Duque Herdeiro de Luxemburgo.

- Theresa Marie Eugenie (Bruxelas, 27 de dezembro de 1905 - Bruxelas, 9 de dezembro de 2000). Casou-se a 22 de novembro de 1927 com o conde Bernardo d'Ursel (1904 - 1965) com descendência.

## Títulos
- 13 de janeiro de 1857 - 27 de agosto de 1918 : Sua Alteza o Príncipe Ernesto de Ligne
- 27 de agosto de 1918 - 23 de junho de 1937 : Sua Alteza o Príncipe de Ligne

Em 1930, Ernesto de Ligne foi investido cavaleiro da Ordem do Tosão de Ouro.